# 阿法甲基芬太尼
阿法甲基芬太尼（alpha-methylfentanyl，α-MF）属于一种阿片类镇痛药，是芬太尼的结构类似物。阿法甲基芬太尼最初是在1960年代由杨森制药的一个团队所发现。在1976年开始有人将其与海洛因粉末混合作为娱乐性药物出售，称为中国白粉（China White）。在1979年12月，加利福尼亚州奥兰治县（橙縣）两具疑似生前因吸毒过量而死亡的死者尸体上未检出任何已知的毒品。次年，又有13人同样的原因死亡，最终尸检确定这两案生效的药物为阿法-甲基芬太尼。
1981年9月，α-甲基芬太尼在市场上出现仅两年之后即被列入美国第一类管制药品名单。然而，其他芬太尼的类似物已经在研发中。随着α-甲基芬太尼进入市场，数十种新的芬太尼类似物被陆续报道出来：首先是4-氟芬太尼（4-fluorofentanyl, pFF），然后是α-甲基乙酰芬太尼（α-Methylacetylfentanyl），接着是强效的3-甲基芬太尼（3-Methylfentanyl），随后是β-羟基芬太尼（β-Hydroxyfentanyl）、羟甲芬太尼、β-羟基硫代芬太尼（β-Hydroxythiofentanyl）和β-羟基-4-甲基芬太尼（β-hydroxy-4-methylfentanyl）等许多其他衍生品。该麻醉药品家族的新型结构层出不穷，美国因此迅速实施了《联邦类似物法案》。该法首次尝试基于结构相似性对整个药品家族进行管制，而不是在每种新药品类似物出现时再将其分别列入管制名单。